# Soanindrariny
Soanindrariny är en ort i Madagaskar.   Den ligger i regionen Vakinankaratraregionen, i den centrala delen av landet, 110 km söder om huvudstaden Antananarivo. Soanindrariny ligger 1 763 meter över havet och antalet invånare är 21 000.
Terrängen runt Soanindrariny är varierad. Runt Soanindrariny är det ganska tätbefolkat, med 52 invånare per kvadratkilometer. Det finns inga andra samhällen i närheten. I omgivningarna runt Soanindrariny växer huvudsakligen savannskog.